# Стогний, Константин Петрович
Константин Петрович Стогний (укр. Костянтин Петрович Стогній; род. 16 августа 1968, Киев, Украинская ССР, СССР) — украинский журналист, теле- и радиоведущий, режиссёр-документалист, продюсер, сценарист. Автор таких популярных телепроектов, как «Вовремя», «Чрезвычайные новости», «Страна должна знать», президент международного кинофестиваля «Золотая пектораль» (с 2009 г.), продюсер и публицист. Заслуженный журналист Украины (2012).

## Биография

### Родители, начало жизни
Константин Петрович Стогний родился 16 августа 1968 года в Киеве. Мать работала кладовщицей, отец — прорабом. Глава семьи, Петр Федотович Стогний, был мужчина строгих правил.

### Служба в вооружённых силах
В 1986 году Константина Стогния призвали в армию, распределили его в Пограничные войска Комитета государственной безопасности (КГБ) СССР. В Пограничных войсках Стогний прослужил полгода и за это время прошёл обучение в школе сержантского состава. После чего был направлен в Афганистан. Награждён боевыми наградами СССР: медалями «За боевые заслуги» и «За отличие в охране Государственной границы СССР». Президент Афганистана Мохаммад Наджибулла наградил Константина Стогния медалью «От благодарного афганского народа».

## Образование
В 1989 году поступил на факультет журналистики Киевского государственного университета имени Тараса Шевченко. Окончил университет в 1994 году.
В 2002 году закончил Национальную академию внутренних дел Украины (г. Днепропетровск).

## Карьера
После окончания Киевского национального университета имени Тараса Шевченко, Стогний проходил стажировку в различных советских, украинских и иностранных редакциях и агентствах. Следующим этапом в карьере Стогния стала работа в американском журнале National Geographic, в котором он был координатором программ «По странам бывшего СССР». С французскими коллегами Стогний вел радиорепортажи из зоны Приднестровского конфликта.
Начиная с 1998 и по 2007 гг. работал на украинском телеканале «Интер». Здесь создал ряд авторских программ про резонансные криминальные события, а также исторические расследования.
Первым проектом Стогния стала информационная программа «Вовремя».
Наибольшую известность у телезрителей приобрёл в 2002 году в качестве ведущего программы «Криминал». А позже аналитического ежедневника «Страна должна знать».
Константин Стогний и его программы становятся ежегодными лауреатами самых популярных журналистских международных рейтингов «Золотое перо», «Детектив Фест», «Золотой Георгий». 
В 2005 году Стогний занимает должность руководителя Студии документальных фильмов и специальных проектов. Параллельно на «Интере» выходит его новая авторская программа «Дежурная камера».
Исторические события, затерянные города, магические ритуалы, тайны древних — все это темы спецпроектов Константина Стогния на телеканале «Интер». К примеру, спецпроект «Город в могилах». В этом спецпроекте Стогний озвучил архивные материалы войны в Приднестровье, отобразил хронику событий, взял интервью с участниками конфликта. Ему удалось пообщаться с человеком, который побывал в плену. Правда трагедии в Бендерах, которая так тщательно скрывалась, была раскрыта в журналистском расследовании Константина Стогния.
В 2008 году создает Константин Стогний собственное журналистское агентство расследований «Ж.А.Р.А.». Студия «Ж.А.Р.А.» производит его новый авторский проект «Чрезвычайные новости» для телеканала ICTV. Эта рейтинговая программа в 2009 году претендует на лидерство в номинации «программа года» общенациональной ежегодной премии «Человек года». А её ведущий — Константин Стогний, выдвинут каналом ICTV на соискание звания «Журналист года в отрасли электронных СМИ».
В 2009 году на ICTV выходит ещё один авторский проект Стогния «Страна должна знать».
Наибольшую известность студии Константина Стогния «Ж.А.Р.А.», принесли документальные фильмы, снятые в горячих точках мира, по следам глобальных и резонансных событий: захват заложников в Москве в театре на Дубровке, падение «Шаттлa», смертельное цунами в Таиланде, эпидемия «SARS», освобождение захваченного пиратами судна «Фаина». А также ленты, снятые в зонах боевых действий: Косово, Приднестровье, Ирак, Панкисское ущелье (граница Грузии и Чечни), Сомали, Афганистан.
С 2003 года — Стогний автор документальних фильмов. За этот период им было создано 58 документальных проектов. Среди которых:
- «Дорога жизни» — 2003 год, экспедиция в Ирак. За этот фильм Президент Ирака Саддам Хусейн наградил Константина Стогния Медалью Благодарности;
- «Страж гроба господнего» — 2003 год, экспедиция в Сирию;
- «Кадорское ущелье» — 2006 год, экспедиция в Грузию. За этот фильм Президент Грузии Эдуард Шеварнадзе наградил Константина Стогния Медалью Чести;
- «Цунами» — 2004 год, экспедиция в Таиланд;
- «Загадка объекта 100» — 2008 год, экспедиция в Пуэрто-Рико;
- «В плену у шайтана» — 2009 год, экспедиция в Афганистан;
- «Война спецслужб» — 2010 год, экспедиция в Сомали;
- «Последняя тайна Гитлера» — 2011 год, Чили-Аргентина-Антарктида.

В 2011 году Константин Стогний инициирует создание многосерийного фильма «Картина мелом». Это первый на Украине фильм, основанный на реальных уголовных делах. Премьера фильма «Картина мелом» состоялась 16 декабря 2011 года на канале ICTV с очень высоким рейтингом.
В 2012 году Константин Стогний совершил экспедицию в Мексику и Гватемалу. Собранные факты он использовал для создания документального фильма про календарь Майя. В 2013 году Константин Стогний совершил поездку в Японию с целью собрания материалов для фильма, посвященного японской мафии Якудза.
Позже отправился в экспедицию по маршруту Тибет-Непал, а также посетил острова Океании, где жил в племени людоедов.

## Служба в органах внутренних дел
Служил в столичном уголовном розыске. Позднее служил в центральном аппарате МВД Украины, советником Министра внутренних дел. Подал рапорт об увольнении в 2009 году.

## Награды и премии
Президент Украины Леонид Кучма наградил орденом «За мужество» III степени
Президент Грузии — «Медалью Чести»
Президент Афганистана — Медалью «От благодарного афганского народа»
Президент Ирака — «Медалью Благодарности»
За творческие успехи награждён национальной премией имени Ивана Франко.
Заслуженный журналист Украины (2012)

## Книги
Константин Стогний автор ряда документальных книг и приключенческих романов:
- «Резонансные дела МВД»;
- «Криминал»;
- «Настоящий детектив» — книга стала победителям VII Международного фестиваля издателей и распространителей книг. Стогний завоевал главный приз фестиваля «Золотой феникс» в номинации «Выбор читателя»;
- «Экзотические места планеты». Эта книга так же была отмечена специальным призом на книжном фестивале «Мир книги»;
- «Золотая десятка спецназа» — книга отмечена книжным фестивалем «Мир книги»;
- «Сокровища майя и конец света». Поводом для написания данной книги стала поездка Константина Стогния в Мексику и Гватемалу. Там, он изучал феномен «календарь майя», предсказывающий конец света в декабре 2012 года. Преодолев тысячи километров, побывав во многих майяских городах экспедиция обнаружила руины древнего города Атлан на дне озера Исабаль. Команда посетила столицу Баакальского царства — город Паленке, там, в Храме Надписей они приоткрыли завесу тайны древней цивилизации майя;
- «В поисках счастья. Азиатский дневник»;
- В 2015 году вышел первый приключенческий роман «Пангапу», или Статуэтка богини Кали». Книга, об экспедиции на острова Океании издавалась трижды – два раза на Украине, один раз в США;
- «Тибет, или Изумрудная Чаша Патриарха» (2016 г.);
- «Озеро Исабаль, или Секретный код смерти» (2016 г.);
- «Волки траву не едят» (2017 г.);
- В 2018-2019 годах опубликована трилогия «Утерянное Евангелие».

## Личные качества, взгляды и увлечения
Сторонник сильного государства со свободной политикой и свободной экономикой.
Увлекается горнолыжным спортом, дайвингом, боксом, стрельбой. Играет в футбол, волейбол. Собрал любительскую команду «Надзвичайні новини» («Чрезвычайные новости») с которой играет на национальных чемпионатах.

## Семья
Женат. Отец четверых дочерей.
Старшие Дария и Мария, младшие Екатерина и Вероника.